# Mineirolândia
Mineirolândia é um distrito do município brasileiro de Pedra Branca, no interior do estado do Ceará.

## História
A historiografia do Distrito de Mineirolândia. 
```
Antes denominado de "Couto" cuja toponímia é "terra reservada para pastos" encravado nos Sertões de Quixeramobim remonta ao final do século XIX durante a civilização do couro quando no ano de 1880 recebeu seus primeiros habitantes. provenientes da familia Sena. tendo a frente o patriarca João Sena, local escolhido para firmar a construção do núcleo habitacional foi a Várzea, onde hoje está localizado o Clube do Vaqueiro.
```

De acordo com pesquisa do historiador Raimundo Virginio Filho, popularmente conhecido por "Filhote", nas imediações do local escolhido para a fixação dos novos habitantes, existia um frondoso pé de juazeiro. espaço que servia de abrigo para vaqueiros, tangerinos e tropeiros, entre outras pessoas que por lá passavam.
A familia Sena cresceu e com isso foram surgindo novas casas, promovendo, assim, o inicio do aglomerado humano às margens do Rio Patú, onde, atualmente,
existe o Posto e Churrascaria São Pedro. Já no início do Século XX, aconteceu a expansão do vilarejo com a chegada de novos moradores
Em meados de 1900, très famílias se instalaram no lugar onde deste destaca-se a familia do senhor Vicente Ferreira da Costa: que viera do Sitio Mineiro, no município de Pedra Branca, que deu procedência a tradicional familia Mineiro e também a numerosa família Ricarte, que possuía uma grande influência na política de Solonopole, Senador pompeu e São Bernardo (atual dep. Irapuan Pinheiro). 
Com o passar dos anos a tradicional familia Mineiro ganhou novos lideres como o casal Manoel Mineiro e Maria do Carmo Mineiro, genitora de José Mineiro, grande benfeitor de Mineirolândia.

O primeiro nome do lugar foi "Couto" (terra reservada para pastos). O segundo nome foi "Socorro" (capela erguida em homenagem a Nossa Senhora do Perpétuo Socorro). O terceiro e atual nome é "Mineirolândia" (por ter sido núcleo da família Mineiro, que colaborou com o desenvolvimento local).

## Geografia
O distrito de Mineirolândia está localizado na microrregião do Sertão de Senador Pompeu, a cerca de 285 km da capital estadual, Fortaleza. Seus limites são: ao norte, os municípios de Boa Viagem e Quixeramobim; ao sul, o município de Mombaça; ao leste, o município de Senador Pompeu; e ao oeste, os municípios de Tauá e Independência.
O clima do distrito é semiárido, com temperaturas médias entre 22°C e 28°C. A vegetação predominante é a caatinga, com espécies como juazeiro, mandacaru, xique-xique e cactos. A hidrografia é composta por riachos intermitentes e açudes, sendo o principal o Açude Trapiá.

## Turismo
O distrito possui alguns atrativos turísticos, como o balneário Poço da Onça, que oferece banhos refrescantes em uma piscina natural formada por uma cachoeira. Outro destaque é a vaquejada, uma tradição cultural que reúne vaqueiros e admiradores da festa. Além disso, o distrito conta com pousadas, restaurantes e imobiliárias para receber os visitantes.

## Cultura
O distrito celebra sua padroeira, Nossa Senhora do Perpétuo Socorro, no mês de outubro, com missas, procissões e shows. Outros eventos que movimentam a localidade são os jogos da amizade, em janeiro, e o festival de quadrilhas, em junho.